# Xylulose
Xylulose ist eine Ketopentose, also ein Monosaccharid mit fünf Kohlenstoffatomen (daher Pentose) und einer Ketogruppe am C2-Atom (daher Ketose).
Das Molekül kommt in Form des Xylulose-5-phosphats als Zwischenprodukt im Pentosephosphatweg und als Signalmolekül vor.
| D-Xylulose – Schreibweisen | D-Xylulose – Schreibweisen | D-Xylulose – Schreibweisen |
| Keilstrichformel           | Haworth-Schreibweise       | Haworth-Schreibweise       |
| -------------------------- | -------------------------- | -------------------------- |
| Keilstrichformel           | α-D-Xylulofuranose         | β-D-Xylulofuranose         |

Xylulose ergibt eine positive Fehling-Probe. Sie kann durch Umsetzung von Xylose mit Pyridin in der Hitze dargestellt werden. Xylulose bildet ein Osazon, welches bei 160–163 °C schmilzt. Die L-Form kann bei Pentosurie im Urin nachgewiesen werden. Die Biosynthese verläuft ausgehend von D-Glucuronsäure.